# Sako Rui
Rui Sako (sinh ngày 14 tháng 6 năm 1988) là một cầu thủ bóng đá người Nhật Bản.

## Sự nghiệp câu lạc bộ
Rui Sako đã từng chơi cho FC Gifu.